# بیگ یر
بیگ یر (به انگلیسی: The Big Year) یک فیلم کمدی به نویسندگی هاوارد فرانکلین و کارگردانی دیوید فرانکل محصول سال ۲۰۱۱ آمریکا است.

## خلاصه داستان
سه نفر که علاقه خاصی به پرندگان دارند برای مسابقه‌ای به نام «بیگ یر» به منطقه خاص می‌روند تا خاص‌ترین پرندگان را شکار کنند…

## بازیگران
- جک بلک در نقش برد هریس
- استیو مارتین در نقش استو پریسلر
- اوون ویلسون در نقش کنی بوستیک
- رشیدا جونز در نقش الی
- آنجلیکا هیوستون در نقش آنی اوکلت
- جیمز پارسونز در نقش کرین
- رزمند پایک در نقش جسیکا بوستیک
- جوبت ویلیامز در نقش ادیث پریسلر
- برایان دنهی در نقش ریموند هریس
- دایان ویست در نقش برندا هریس
- آنتونی اندرسون در نقش بیل کلمنز
- تیم بلیک نلسون در نقش فیل
- جوئل مک‌هال در نقش بری لومیس
- کالوم ورذی در نقش کولین دبز
- ونسا سود در نقش پرستار کیتی
- کوربین برنسن در نقش گیل گوردون
- استیسی اسکولی در نقش ویکی
- جسی موس در نقش جک لاس
- کوین پولاک در نقش جیم گیتلسون
- بری شاباکا هنلی در نقش دکتر نیل کرامر
- اندرو ویلسون در نقش مایک شین
- آل راکر در نقش هواشناس نیویورک
- جان کلیز در نقش گوینده مونتاژ تاریخی
- جون اسکوئب در نقش پیرزن
- استیون وبر در نقش ریک مکینتیر
- نیت تورنس در نقش تد سیمکین
- سیندی بازبی در نقش سوزی